# Kelowna Flightcraft Air Charter
Kelowna Flightcraft Air Charter Ltd, що діє як Kelowna Flightcraft Air Charter — канадська чартерна авіакомпанія зі штаб-квартирою в місті Келоуна (провінція Британська Колумбія), виконує пасажирські та вантажні перевезення за довгостроковими контрактами з кур'єрською компанією Purolator Courier, національної поштовою службою Canada Post, а також надає послуги з перевезення туристичних груп, протипожежного патрулювання лісового господарства, продажу літаків і здачі повітряних суден в оренду.
Головними транзитними вузлами (хабами) авіакомпанії є Міжнародний аеропорт Келоуна і Міжнародний аеропорт Гамільтон Мунро.

## Історія
Керуюча компанія Kelowna Flightcraft Ltd була утворена 20 березня 1970 року, а її дочірній авіаперевізник Kelowna Flightcraft Air Charter Ltd — у червні 1974 року, почавши виконання чартерних рейсів у липні того ж року. Батьківська компанія повністю належить інвестиційному холдингу Barry Lapointe Holding.

## Маршрутна мережа
Станом на 2 січня 2005 року авіакомпанія Kelowna Flightcraft Air Charter виконувала внутрішні вантажні перевезення в аеропорти таких міст:
- Калгарі,
- Едмонтон,
- Галіфакс,
- Гамільтон,
- Камлупс,
- Келоуна,
- Монктон,
- Монреаль,
- Оттава,
- Прінс-Джордж,
- Реджайна,
- Саскатун,
- Сент-Джонс,
- Тандер-Бей,
- Ванкувер,
- Вікторія і
- Вінніпег.

## Флот

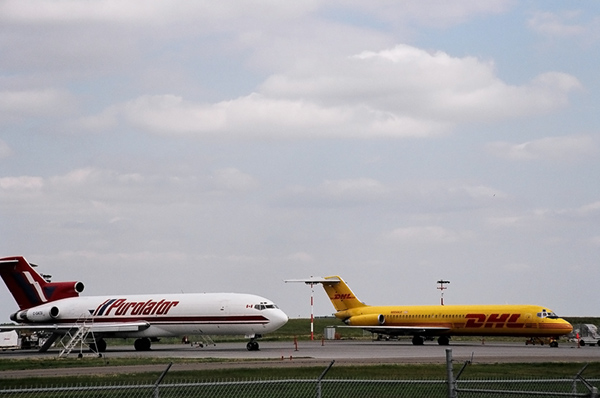
Boeing 727 авіакомпанії Kelowna Flightcraft Air Charter в Міжнародному аеропорту Калгарі

У березні 2007 року повітряний флот Kelowna Flightcraft Air Charter становили такі літаки:
- 1 Boeing 727-100F
- 2 Boeing-727-200
- 12 Boeing 727-200F
- 6 Convair CV-580
- 1 Convair CV5800
- 1 IAI Astra
- 2 McDonnell Douglas DC-10-30/F

Частина літаків знаходиться в постійному лізинг в інших канадських авіакомпаніях, включаючи регіональні та місцеві Harmony Airways,Greyhound Air і Roots Air.

## Бази
Компанія має власні бази льотного складу в аеропортах Ванкувер, Кулоуна, Калгарі, Саскатун, Тандер-Бей, Гамільтон і Галіфакс.
Бази по ремонту та обслуговуванню повітряних суден Kelowna Flightcraft Air Charter знаходяться в аеропортах міст Вінніпега, Торонто, Оттава, Монреаль і Сент-Джонс.